# A Fekete Macska bandája
A Fekete Macska bandája (Место встречи изменить нельзя) 1979-ben bemutatott öt részes szovjet bűnügyi tévéfilm sorozat Vlagyimir Viszockij főszereplésével.
Eredeti címe A találkozó helyét megváltoztatni tilos (Место встречи изменить нельзя), és ez a bevezető feliratokban is megjelenik, azonban a filmet ennek ellenére A Fekete Macska bandája címmel emlegetik hivatalosan is.
A forgatókönyv Arkagyij és Georgij Vajner A „Fekete Macska” bandája (eredeti orosz címe: Эра милосердия azaz A könyörületesség kora) című krimijéből készült.
A sorozat a legkiválóbb szovjet színészeket sorakoztatta fel még epizódszerepekben is, például A tavasz tizenhét pillanata Kátyáját (Jekatyerina Gradova) és Pleischner professzorát (Jevgenyij Jevsztignyejev) egy értékes bundák lopására szakosodott tolvajpárosának rövid jelenetében.
A felvételek 1978. május 10-e és 1979. február 18-a között Moszkvában és Odesszában készültek. Három forgatási napon a jelenetek rendezője Viszockij volt.
A sorozat megdöbbentő nyíltsággal ábrázolja a szegénységet, a bűnözést, sőt szervezett bűnözést, a társbérletek, a jegyrendszer nyomorúságát, a moszkvai külvárosok nyomasztó világát. A sztálini lágerekre vonatkozó nyílt utalások is elhangzanak.
A történet közvetlenül a Nagy Honvédő Háború után, 1945. augusztusától novemberéig játszódik, megtörtént események feldolgozásával. Vlagyimir Sarapov személyének megformálásához a minta Vlagyimir Pavlovics Arapov rendőrtiszt volt, aki a moszkvai rendőrségen később a szervezett bűnözés ellen felállított osztály – orosz szóhasználattal Bűnügyi osztály (MUR) banditizmus elleni (al)osztálya) vezetője lett. Zseglov személyét a regény írói több rendőrtiszt személyéből alakították ki. 
A Fekete Macska banda mintájául is több bűnszervezet szolgált. Leginkább a krasznogorszki Iván Mityin bandája, akik az ötvenes évek legelején követtek el sorozatos rablógyilkosságokat, több százezer rubeles zsákmányra tettek szert, és rendőrgyilkosságtól se riadtak vissza. Továbbá az tette őket különösen veszélyessé, hogy tagjai között képzett és intelligens bűnözők is voltak. A Gruzgyev-ügy alapja Jevgenyij Iljics Mirkin, neves orvos gyilkossági ügye volt 1944-ben, akiről végül a bűnügyi rendőrség bizonyította be, hogy nem volt köze felesége meggyilkolásához.

## A történet
|  | Alább a cselekmény részletei következnek! |

A Nagy Honvédő Háború végére a moszkvai rendőrség személyi állományának egy jelentős részét elveszítette. Miközben a bűnözés elképesztő méreteket öltött. Az alvilág hihetetlenül elszemtelenedett.
Olyannyira, hogy az egyik, gyilkosságoktól sem visszariadó rablóbanda a rendőrség bosszantására a tetthelyen rendszeresen fekete macskát vagy a falra rajzolt mását hagyja hátra. Az egyik fedett nyomozót pedig szinte a többiek szeme láttára szúrják szíven.
A rendőrség a leszerelő katonatisztek közül próbálja a fronton elesett rendőrtiszteket pótolni, de ezek szaktudása nyilván meg sem közelíti a veszteségét. Így kerül a fiatal felderítő főhadnagy, Sarapov a szervezett bűnözés ellen felállított osztályra, amit a vagány rendőrszázados, Gleb Jegorics Zseglov (Vlagyimir Viszockij) vezet.
Sarapovnak eleinte imponál új főnöke személyisége, vagánysága. De hamarosan ellenszenvet váltanak ki belőle Gleb törvényességet súroló, sőt átlépő, egyenesen törvénytelen módszerei. Például amikor a tettenért zsebtolvaj kabátjába visszacsempészi a bűnjelet, az eldobott lopott pénztárcát.
A végigharcolt négy év ellenére mégis némileg idealista Sarapov képtelen azonosulni azzal a felfogással, hogy aljas, nyomorultakat kifosztó, sőt megölő bűnözőkkel szemben semmilyen aljas húzás sem elitélendő. Sarapov a testület, a szovjet állam tekintélyét, megbecsülését félti az ilyen módszerektől, eljárásoktól.
A konfliktus akkor éleződik ki végképp, amikor Zseglov előzetes letartóztatásban tartja a gyilkosság áldozatául esett nő férjét, egy elismert orvost. Zseglov ugyanis az elrabolt ékszerek felbukkanásából azt sejti, hogy a nyomok elvezethetik a Fekete Macska bandához, és azt akarja, hogy a valódi gyilkos teljes biztonságban érezze magát. Ám ezt a gyanúját nem köti beosztottai orrára. A börtönben felőrlődő, félőrült orvost látva túl nagy árnak tűnik mindez.
Közben a banda újabb rablógyilkosságokat követ el. Az egyik helyszínen Sarapovot megtéveszti egy magas rangú leszerelt tisztek egyenruháját, kitüntetést viselő ember, akit elenged, de később kiderül, hogy a banda tagja, sőt vezetője lehetett.
Az orvos feleségének gyilkosa utáni nyomozás során hallomásból egyre sűrűbben ütköznek egy Fox nevű személybe, akinek személyleírása Sarapovot erre a tisztre emlékezteti. Különösen miután az egyik tanú elmondja, hogy az Astoria Szálló éttermében egyenruhában látta.
Foxnak csapdát állítanak az Astoria étteremben, ám az intelligens bűnöző megérzi a veszélyt, és senkit nem kímélve, mindenkin átgázolva elmenekül a helyszínről. A hajszában végül mégis sikerül élve elfogni.
Feltételezik, hogy ő lehet a banda feje, és a kirajzolódó homályos kapcsolatokra alapozva azt a döntést hozzák, hogy Foxra hivatkozva megpróbálják Sarapovot beépíteni.
Foxtól írásszakértői vizsgálathoz adott írásminta ürügyén olyan kézírást csalnak ki, amelynek kitépett részlete Fox ajánlóleveleként használható fel. Sarapov látszólag egy épp keze ügyébe esett regényből diktálja a szöveget, Fox pedig nem gyanakszik, mert a rendőrségnek nem lehet kompromittáló írás a birtokában az ő kézírásával. Mire észbe kap és megsemmisítené az írást, már késő.
Zseglovék azt találják ki, hogy Fox a börtönből egy piti bűnözőre, Sarapovra bízva az üzenetét a kiszabadítására ad utasítást, amit beismerő vallomása után a kirabolt raktárban tartott helyszíni szemle alatt kellene végrehajtani, megölve a kísérő nyomozókat.
Az akció több okból is életveszélyes. Egyrészt az adatok a bandáról még mindig rendkívül hiányosak, másrészt az előző kapcsolatfelvételi kísérletnél a fedett nyomozót a legkisebb gyanús jelre azonnal megölték.
Az akció valóban katasztrofálisan indul. Zseglovék szem elől vesztik a társaságot, miután elrabolják Sarapovot. Kiderül, hogy a banda feje valójában Karp, a „Púpos”. Ráadásul felbukkan Sarapov egyik volt katonája, Szergej Levcsenko, aki furcsa módon mégsem adja fel Sarapovot, mivel rendes parancsnoknak tartotta. Nem őt hibáztatja, hogy katonai börtönbe került, és végül teljesen elzüllött, a bűnözők közé állt.
Közben Zseglovék a megváltozott helyzet miatt a helyszíni szemle pincéjében próbálgatják, hogyan tudnák csapdába csalni a bűnözőket anélkül, hogy Sarapovot túszként használhatnák a gengszterek, vagy bosszúból megölnék. Már ha még egyáltalán él. Ám a banditák bevették a meséjét. A látszólag megoldhatatlannak tűnő feladatot végül Zseglov oldja meg. Egy kis vasajtós mellékraktár megfelelne Sarapovnak ideiglenes menedékként. Mivel értesíteni nem tudják, az ajtóra kiragasztott színészképek közé teszik Sarapov szerelmének nagyméretű fotóját – ezzel figyelmeztetve őt a menekülési lehetőségre.
Végre melléjük pártol a szerencse. A trükk bevált. A csapdába esett bűnözők kénytelenek megadni magukat. Szergej Levcsenko azonban – ahogy Sarapovnak korábban meg is mondta – nem akar még egyszer börtönbe kerülni. Ezért értelmetlen szökési kísérletet színlel, és lelöveti magát Zseglovval.
Kopityin a nehéz órákat átélt kollégáját hazaviszi a csoport buszával, de Sarapov megkéri, ejtsék útba az árvaházat, ahol azt a babát helyezték el, akinek ügye révén nemrég véletlenül összeismerkedett szerelmével. Itt azonban Levcsenko sorsa után újabb csalódás éri. Az ügyeletes nevelőnő közli vele, hogy a babát valakinek örökbe adták, és aznap reggel már el is vitték.
Sarapov így szomorúan keresi fel lakásán szerelmét, de legnagyobb meglepetésére és örömére szerelme épp az örökbe fogadott babát dédelgeti.
|  | Itt a vége a cselekmény részletezésének! |

## Szereplők
Főszereplők
- Gleb Zseglov – Vlagyimir Viszockij (Kristóf Tibor)
- Vlagyimir Sarapov – Vlagyimir Konkin (Józsa Imre)

Zseglov csoportja
- Grisa „6x9” Usivin, bűnügyi fényképész – Lev Perfilov
- Kopityin, sofőr – Alekszej Mironov
- Iván Paszjuk, bűnügyi nyomozó – Alekszandr Miljutyin
- Kolja Taraszkin – Andrej Gradov
- Toporkov hadnagy (akit Fox megölt az első csapdánál) – Jevgenyij Sztezsko
- Pjotr Szolovjov, „Petunja” – Vszevolod Abdulov

Egyéb rendőrök
- Varvara Szinyicskina – Natalja Danyilova (hangja: Natalja Ricsagova)
- Szergej Ipatyevics Pankov alezredes – Jevgenyij Sutov
- Vaszilij Veksin – Jevgenyij Leonov-Gladisev
- Pavel Vlagyimirovics, nyomozó – Pavel Mahotin
- Rendőr vezérőrnagy, aki beszédet mond az ünnepen – Genrih Osztasevszkij
- Pavel Rogyionov, nyomszakértő – Vlagyimir Paulus
- Mamikin – A. Szviderszkij
- Alkalmazott a Bűnügyi Nyomozó Osztályon – Larissza Markarjan
- Rendőr – Valerij Basszel

Sarapov szomszédai
- Sura – Nyina Kornyijenko
- Szemjon, Sura részeges férje – Igor Starikov
- Mihail Mihajlovics Bomze – Zinovij Gerdt

A Gruzgyeva ügyben szereplők
- Larissza Gruzgyeva – Junona Kareva
- Ivan Szergejevics Gruzgyev – Szergej Jurszkij
- Nagya, Larissza testvére – Szvetlana Szvetlicsnaja
- Fjodor Petrovics Lipatnyikov, Gruzgyev szomszédja – Nyikolaj Szlesarjev
- Irina Szobolevszkaja – Natalja Fatyejeva
- Galina Zseltovszkaja – Antonyina Koncsakova

A Fekete Macska banda tagjai
- Karp, a „Púpos”, a Fekete Macska banda főnöke – Armen Dzigarhanjan
- Jevgenyij Fox – Alekszandr Beljavszkij
- „Itatós” – Ivan Bortnyik
- Alekszej Tyjagunov – Oleg Savosin
- Késes bandita – Vlagyimir Zsarikov
- A kenyérszállító teherautó sofőrje – Alekszandr Abdulov
- A banda másik sofőrje – Rudolf Muhin
- Jeszin, Fox sofőrje – Oleg Fedulov
- Ál-Ánja – Natalja Csencsik
- Anna Petrovna Djacskova, Fox barátnője – Tatyjana Tkacs
- Klavgyija, Karp szeretője – Valerija Zaklunnaja
- Szergej Levcsenko – Viktor Pavlov

Egyéb bűnözők és alvilági figurák
- Pjotr Rucsnyikov, bundatolvaj – Jevgenyij Jevsztignyejev
- Volokusina, Rucsnyikov bűntársa és barátnője – Jekatyerina Gradova
- Valentyin Biszjajev („Füstös”) – Leonyid Kuravljov
- „Kalapos” Verka – Ludmila Davidova
- Kosztya Szaprikin („Tégla”), zsebmetsző – Sztanyiszlav Szadalszkij
- „Zálogos” Manja – Larissza Udovicsenko
- Portás az étteremben – Georgij Vszevolodov

Az Astoria étteremben
- Mariana, a zsúrkocsis pincérnő – Natalja Petrova
- Nura, a másik pincérnő – Nyina Ozornyina
- Hadnagy Zseglov asztalánál – V. Tumanov
- Nő Zseglov asztalánál – Natalja Darialova
- Taraskin társasága – Larissza Guzejeva
- Nő az étteremben – Tatyjana Ignatova
- Táncoló nő – Ella Jarosevszkaja
- Szaxofonos – Szergej Mazajev

További szereplők
- Katona a hídon – Talgat Kazibekov
- Az asszony, akit megloptak a villamoson – Zoja Vaszilkova
- Énekesnő – Natalja Kracskovszkaja
- Énekes a kabaréban – Valentyin Kulik
- Miljajev, aki rátalált a babára – Szergej Milovanov
- Lány a padon – Jelena Ukrascsjonok
- Szláva bácsi – Sztanyiszlav Mihin
- Férfi az étteremben – Vlagyimir Goldman
- Zseglov barátnője – Ludmila Geraszimenko
- Gondnok – Vlagyimir Jevcsenko
- A gondnok unokája – Mihail Epifancev
- Raktárvezető – Nagyezsda Popova
- Őr – Feliksz Krol
- Idős szomszédasszony – Jekatyerina Kisszel-Zagorianszkaja
- A Balsoj Színház tisztviselője – Valerij Janklovics
- Vorobjova – N. Zajceva
- Ira Vorobjova – Ira Gomenjuk
- Idős asszony a telefonnál – N. Radeckaja
- Lány a kabaréban – Ljubov Rejmer
- Férfi az étteremben – Viktor Mihajlov
- Cipőpucoló – Alekszandr Szazsin

valamintː Vagyim Jakovlev, A. Radeckaja, Anna Kilkevics, G. Szoloncsuk, Szvetlana Jelenszkaja, I. Zjuszkina, Olga Gromova, Jekatyerina Szudakova, Mihail Razumovszkij

## Díjak
- Vlagyimir Viszockij 1980-as posztumusz Állami Díjának indoklásában szerepel ez az alakítása